# Boubacar Toure
Pour les articles homonymes, voir Toure.
Boubacar Toure, né le 31 décembre 1995 à Dakar, est un joueur sénégalais de basket-ball évoluant au poste de pivot.

## Biographie

### Carrière universitaire
Entre 2014 et 2017, il joue pour les Antelopes (en) de l'université du Missouri à Columbia.
Entre 2018 et 2020, il joue pour les Eagles à l'université d'Eastern Michigan.

### Carrière professionnelle

#### Chorale Roanne Basket (2020-2022)
Le 18 novembre 2020, automatique éligible à la draft 2020 de la NBA, il n'est pas sélectionné.
Le 17 juin 2020, il signe son premier contrat professionnel en première division française à la Chorale Roanne Basket.
Le 11 janvier 2021, il prolonge son contrat avec Roanne jusque juin 2022.
Le 30 janvier 2021, lors de la victoire des siens contre les Metropolitans 92, il est disqualifié après un coup de poing donné à Miralem Halilović durant le troisième quart-temps qui va causer la fracture de la mâchoire et l'absence des parquets durant sept mois du joueur bosnien. Le 12 février 2021, après un passage par la commission de discipline de la LNB, il écope de dix matchs de suspension. En octobre 2022, Toure est condamné par la justice à 10 mois de prison avec sursis et 2 500 euros d'amende.

#### Tofaş SK (2022-2023)
Toure rejoint le Tofaş Spor Kulübü, un club turc, pour la saison 2022-2023.

## Statistiques

### Universitaires
Les statistiques de Boubacar Toure en matchs universitaires sont les suivantes :
| Saison    | Équipe            | Matchs | Titul. | Min./m | % Tir | % 3pts | % LF | Rbds/m. | Pass/m. | Int/m. | Ctr/m. | Pts/m. |
| --------- | ----------------- | ------ | ------ | ------ | ----- | ------ | ---- | ------- | ------- | ------ | ------ | ------ |
| 2014-2015 | Grand Canyon (en) | -      | -      | -      | -     | -      | -    | -       | -       | -      | -      | -      |
| 2015-2016 | Grand Canyon      | 8      | 0      | 14,4   | 44,8  | 0,0    | 47,4 | 3,75    | 0,00    | 0,12   | 0,50   | 4,38   |
| 2016-2017 | Grand Canyon      | -      | -      | -      | -     | -      | -    | -       | -       | -      | -      | -      |
| 2017-2018 | N/A               | -      | -      | -      | -     | -      | -    | -       | -       | -      | -      | -      |
| 2018-2019 | Eastern Michigan  | 31     | 26     | 24,6   | 65,5  | 0,0    | 47,6 | 7,84    | 0,39    | 0,48   | 1,35   | 8,58   |
| 2019-2020 | Eastern Michigan  | 32     | 31     | 27,0   | 65,5  | 0,0    | 44,5 | 9,34    | 0,66    | 1,12   | 1,38   | 10,66  |
| Carrière  | Carrière          | 71     | 57     | 24,5   | 64,0  | 0,0    | 46,1 | 8,06    | 0,46    | 0,73   | 1,27   | 9,04   |

## Palmarès

### Distinctions personnelles
- MAC All-Defensive Team (2020)

### Sélection nationale
- 3e à l'AfroBasket 2021